# Biserica de lemn din Luna de Sus

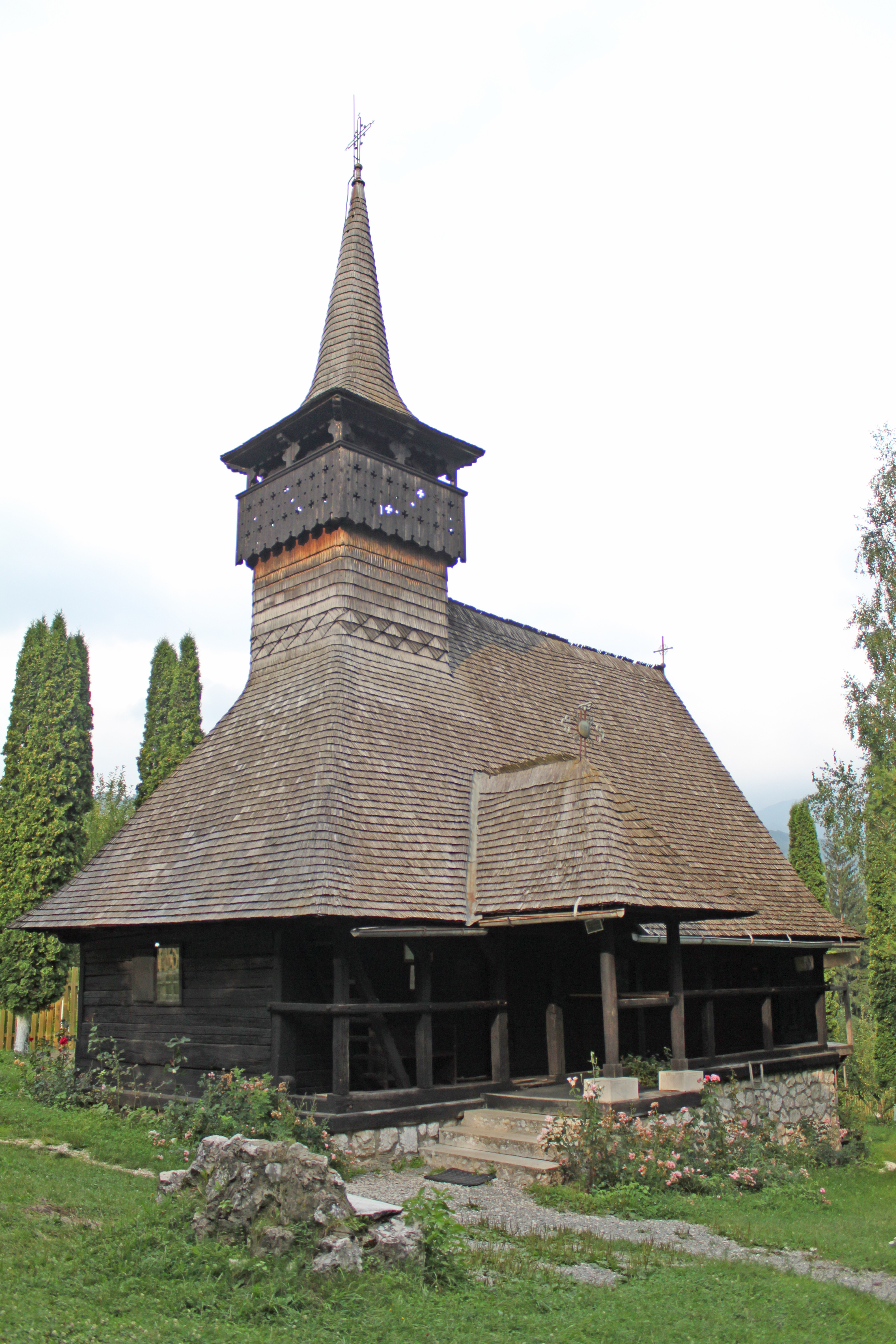
Biserica de lemn din Luna de Sus, județul Cluj mutată la schitul Dragoslavele din județul Argeș. Foto: august 2010

Biserica de lemn din Luna de Sus, județul Cluj - înainte de mutare. Fotografie de arhivă

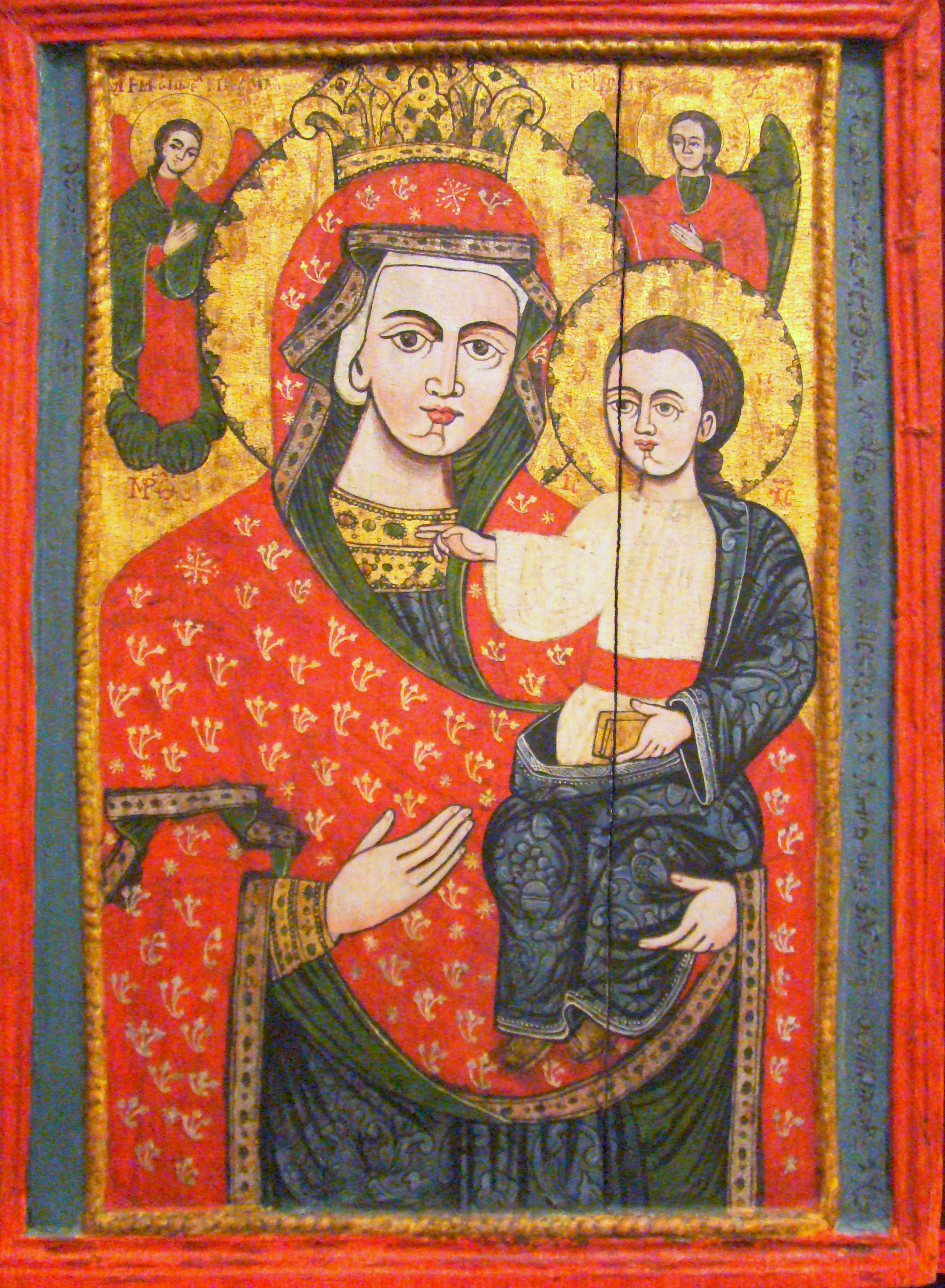
Maica Domnului cu Pruncul (Nistor din Feleac, 1784)

Biserica de lemn din Luna de Sus, comuna Florești, datată ca fiind din secolul al XVIII-lea de către Atanasie Popa a fost folosită de credincioșii români până la anul 1927 când a fost edificată noua biserică a satului.

## Istoric și trăsături
Biserica de lemn a fost mutată în anul 1939 la Predeal, unde, conform lui Atanasie Popa, biserica a dispărut în perioada celui de-al doilea război mondial
A fost pictată de Nistor Zugravul din Feleac și sfințită în anul 1842 de episcopul Vasile Moga.
În anul 1783 românii din Luna de Sus primesc de la groful Bánffi Dénes din Gilău un teren pentru construcția unui locaș de cult.
           Biserica a fost construită în anul 1784 din bârne de stejar pe o fundație din piatră. Se pare că materialul lemnos a fost adus din satul Hășdate de lângă Gherla. S-au asociat mai multe sate pentru construcția bisericii. În afară de credincioși ortodocși din Lona la zidirea și pictarea bisericii au contribuit material și credincioși români din satele apropiate Hășdate, Viștea, Săcel așa cum rezultă din inscripții.
           Era așezată în marginea cimitirului pe un deal din partea de nord-vest a satului (în spatele actualei biserici și mai la dreapta). Planul era de formă dreptunghiulară pentru naos și pronaos, absida altarului, retrasă, avea 5 laturi inegale, lungimea 3, , lățimea , cele două laturi paralele aveau 2, , celelalte două oblice 1, , iar cea de-a cincea 1, 55 m, „cu unghiul ascuțit în axa centrală a edificiului”. Suprafața bisericii era de 40 mp. (4x10 m). Altarul avea trei ferestre: una pe latura de sud, 55 x , una pe latura de nord, 25 x  și una pătrată pe latura de est, 30 x .
Turnul era construit deasupra pronaosului (latura de vest) cu baza în formă de prismă dreaptă. Biserica avea un singur clopot. Acoperișul era din șindrilă. Piciorul Sf. Mese era din granit, iar lespedea din calcar.
Intrarea în biserică se făcea pe latura sudică, unde exista și un pridvor cu o ușă și două deschizături (ferestre), tăiate ulterior, iar un cerdac în fața ușii acoperea scările din piatră.
Catapeteasma avea 4 registre și se prezenta ca un perete din lemn. Ușile împărătești aveau 60 x  ca și cele diaconești, nu erau sculptate, iar partea superioară avea forma de arc de cerc. Între naos și pronaos era un perete despărțitor. Cei doi pereți despărțitori, dintre pronaos și naos și dintre naos și altar erau prinși în structura de rezistență mBlockbau, în primul fiind aplicată o singură tăietură centrală, deasupra unei bârne continue de la bază, tăietură legată însă în stâlpii de susținere a acestei uși lărgite.
Biserica a fost pictată integral în 1795, așa cum rezultă din inscripția de deasupra ușii de la intrare de Nistor, zugravul din Feleac, cel mai cunoscut pictor de icoane și biserici care a activat în jurul orașului Cluj în secolul al XVIII-lea. Este prezent prin picturile sale nu numai în Luna de Sus, ci și în multe alte localități din zona Clujului. Se pare că această biserică a fost una dintre ultimele lucrări ale lui Nistor și este cea mai mare.
Meșter cu o bogată activitate zugravul Nistor (1734-1810) se manifestă în perioada 1760-1810 pe o arie apreciabilă ca mărime, icoane ale lui păstrându-se la Stolna (1768-1769), Feleacu, Mărtinești (1783), Suceagu (1771), Finișel (1772), Cojocna, Băișoara, Macău, Copăceni (1781), Vâlcele (1795) și Petreștii de Jos (1801), cercetările mai noi au reliefat că și picturile bisericilor din Borzești (bolta, 1800) și Măgura Ierii îi aparțin. Îi sunt proprii culorile reci, sobre albastru-gri, verde, roșu stins, fond de aur cu reflexe verzui. Sfinții militari erau pictați pe pereții naosului ca și  și Nadăș, dintre temele legate de viața Maicii Domnului - Încoronarea Sa mai apare doar în biserica din Tăuți. 
În vechea biserică se păstrau:
- 4 icoane împărătești (53,5 X 71 cm) - Domnul Iisus Hristos,
                                         - Maica Domnului. Acestea sunt expuse în Muzeul de artă bisericească a Arhiepiscopiei Vadului, Feleacului și Clujului au fost restaurate în anul 2011,  
                                         - Sf. Nicolae,
                                                    - Sf. Arhangheli Mihail și Gavriil – are inscripția 1778 Morari Mihai, considerat ca autor, dar mai degrabă ca donator.
- 2 icoane ale praznicelor,
- Cei 12 Apostoli,
- Sf. Treime,
- alte două icoane,
- 2 sfeșnice din lemn,
- 2 cruci din lemn de 30 X , respectiv 24 X .
           Toate acestea au fost pictate de Nistor Zugravul din Feleac în februarie 1784.
           Pe cele 4 icoane împărătești existau umătoarele inscripții cu caractere chirilice:
- icoana Mântuitorului: „Această icoană sfântă au plătit Căoaciu Petre cu soția sa Ioana ca să fie pomană la tot neamul la besearecă ”;
„Veniți blagosloviți părintelui meu de moșteniți împărăția ce vi gătită vouă mainainte de începutul lumii. amin. Anii de  1784, Nistor Zugravu Feleac";
- icoana Maicii Domnului: „Întru această icoană Moisă Todor din Secel au dat un zlot Costin ?husoși";
- icoana Sf. Arhangheli: „Aceste icoane sfinte s-au pletit prin stredania lui Cioban Kriste ficurator la acest locașu fiind au dat "Marie Găvrilă 3 mărieși și Epure Marcu, 2 mărieși și Atimie un husoșu";
             - icoana Sf. Nicolae: „Această icoană au plătit Nicula și Marița să fie pomeniți."
Pictura
Altarul. Pe pereții laterali ai altarului erau pictați sfinții și marii ierarhi, pe fața oblică a altarului: Sf. Vasile cel Mare, Grigorie și Ioan Zlatoust, pe cel următor Sfinții Atanasie și Chiril, în continuare Sf. Macarie și Gervasie și încă unul cu mitră de arhiereu și o inscripție chirilică neclară. Ierarhii îmbrăcați cu toate veșmintele arhierești fac toți gestul de binecuvântare cu mâna dreaptă.
Deasupra șirului de sfinți era o frumoasă bandă decorativă din frunză de acant „rinceau-ri” bogate și cu multe variații, motivul se găsea și în pronaos, dar mai mic și mai simplu.
           De la iconostas spre nord era o inscripție încadrată în cerc: „Această sfântă biserică s-au făcut prin strădania lui Ciovac… să se pomenească numele lui” (ctitor sau curator, localnic sau din satele învecinate).
           Bolta altarului era cilindrică, restul în triunghiuri sferice în număr de 3. Pe bolta cilindrică de sud erau patru îngeri care țin în mână Sfânta Pâine pe care puteau fi văzute inițialele Ii Hr Ni KA și o inscripție ilizibilă (probabil în limba greacă). Pe bolta cilindrică de nord erau alți patru îngeri cu paharul Sf. Euharistii și inscripția O Emmanoi(l), în limba greacă. Pe triunghiul din mijloc era zugrăvită Maica Domnului în atitudine de preamărire, cu inscripția: “Împăraților ajutătoare, creștinilor pururea izvor de mântuire”, iar pe celelalte două triunghiuri laterale sfinți îngeri.
           Iconostasul.
- în registrul I erau cele 4 icoane împărătești;
- în registrul II: Deisis în centru și cei 12 Apostoli de-o parte și de alta, fiecare privind spre Mântuitorul. Toți aveau aceeași îmbrăcăminte. Sf. Ev. Marcu apare în locul lui Iuda; 
- în registrul III: Maica Domnului în centru, încadrată de Prooroci, câte 4 pe fiecare parte, ținând câte un sul de pergament cu amândouă mâinile. Aveau îmbrăcămintea variată; 
- în registrul IV: Răstignirea - tablou mare cu multe persoane și cu cetăți în fundal. Se putea remarca urâțenia trupească a celor ce fac rău - ostașii romani, oamenii puși să execute porunca arhiereului și Iuda. 
           Naosul
           Bolta naosului era cilindrică și avea pentru legătură două grinzi zugrăvite, una cu motive în colțuri, iar cea transversală cu linii paralele cu fond alb și frunze în trei foi.
                       Scenele de pe boltă erau împărțite în 3 registre de fiecare parte:
           - friza sfinților (militari). 
           - scene din viața lui Iisus;
           - scene din viața Maicii Domnului.
                       Fiecare tablou era încadrat într-un chenar simplu și avea un text lămuritor.
           Pe peretele de nord dinspre altar, registrul de jos:
                       Când au dus Crucea Iisus Hristos cu inscripția Simion Kirineul (deasupra celui care ducea crucea);
                       Iisus este bătut, cu inscripția Mărturie mincinoasă (deasupra arhiereilor):
“Acesta l-au plătit Mocan Toader cu soția lui Todora”;
                       Când i-au apăsat cununa pe cap.
Registrul al doilea:
                       S-ta Troiță și Încoronarea Maicii Domnului și inscripția „Acesta l-au zugravit Nistor, Zugravul pomană și la răposații lui: Ioan, Marie, Nedeea, în veci nesăvârșiți. Amin” (este vorba probabil de fiul său Ioan Zugrav din Feleac, pomenit într-un act emis la 4 oct. 1790);
                       Vovedania Precestii (deasupra persoanelor scris: Ana, Ioachim, arhiereul, Fecioara Maria);
                       Botezul „Domnului, Arhanghelul Gavriil cu năframa și Sf. Ioan și textul „Bogo Invleina”;
                       Cei trei crai de 
Registrul de sus:
12 sfinți (numai la 6 s-a scris pe cine reprezintă, au putut fi 
identificate doar două nume: Meletie și Ircadie).
           Pe peretele de sud, registrul de jos:
                       În grădină când s-au rugat  ceresc, inscripția în colțul de jos: „Acesta l-au zugrăvit Nistor. Pomană să fie în veci.”
                       Sărutarea cea vicleană de ;
                       Când l-au dus ;
                       Indescifrabil. 
Registrul al doilea:
                       Buna-Vestire;
                       Învierea lui Hristos;
                       Îngroparea lui Iisus Hristos cu inscripția: „Acesta l-au plătit Petre Cadiș, moraru de  ca să fie pomenit în veci, amin”, iar mai la stânga: „Acesta au plătit Hiriță Ignatu, cu muerea Varvara ca sa fie pomeniți în veci, amin”;
                       Învierea lui Lazăr (aproape identică cu Învierea lui Hristos).
Registrul de sus:
12 sfinți cu inscripții, numele nu se pot descifra.
Pe peretele vestic (sub cor) erau zugrăviți Sf. Ev. Marcu, Sf. Ioan Botezătorul, Moise, Avram, ceata sfinților. Pe ușă Sf. Petru, iar mai jos Sf. Antonie.
           În partea de jos era zugrăvită o draperie, care înconjura întreaga biserică.
           Pronaosul
           După ușă era ceata sfinților care țin în mâini un potir.
           Pe latura vestică Sf. Ioachim și Ana și șirul mironosițelor: Susana, Salomeea (continuă pe latura nordică): Marta, Maria Magdalena, Haristina, Sofia, Minodora și Iisus Hristos, Care invită pe femeile sfinte cu vorbele:“Intrați întru bucuria Părintelui Meu”. Femeile aveau capul acoperit, unele cu coronițe cu nuanțe bizantine.
           Pe tavan era zugrăvită Maica Domnului cu Iisus în poală (reprezentare destul de rară), apoi heruvinii cu 6 aripi, îngeri, soarele și luna.
           Pe peretele de vest Arhanghelul Mihail, iar în colț Cuvioasa Paraschiva.
           Sunt de remarcat icoanele:        - Botezul Domnului;
                                                           - Învierea Domnului;
- Punerea în mormânt, care diferă de celelalte prin compoziție, stil, structură, tehnică și interpretare: „sunt în maniera stilului bizantin,după erminii din Moldova - Neamț sau Oltenia”.
           Icoana Maicii Domnului este aproape identică cu cea din Mărtinești, „podul palmei este masiv, degete lungi și fragile”.
           În colecția de artă bisericească a Arhiepiscopiei Vadului, Feleacului și Clujului se păstrează actul de târnosire a bisericii din Luna de Sus cu hramul Sf. Îngeri, scris cu caractere chirilice dat de episcopul Transilvaniei, Vasile Moga.
           Pe masa din piatră a altarului vechii biserici era lipit „actul de târnosanie", care are următorul conținut:
                                               „ Ic     Xc
           S-au sfințit această biserică a Sasu Lonei neunită la 4 iulie 1824 prin arhiereul Vasile Moga fiind protopop Ilie Fulea
                                                                                   paroh Ilie Totoian
plătit taxa 80 zloți.
                                   Moroșan Tachie din Cluj"
           Acest hrisov scris pe hârtie pergament avea 50 X .
           Pe piciorul prestolului de piatră era cioplit foarte frumos: 
„Filip Gligor și Măria din Hășdate, ca să fie pomană în veci, anii de 1784”.

## Imagini din exterior

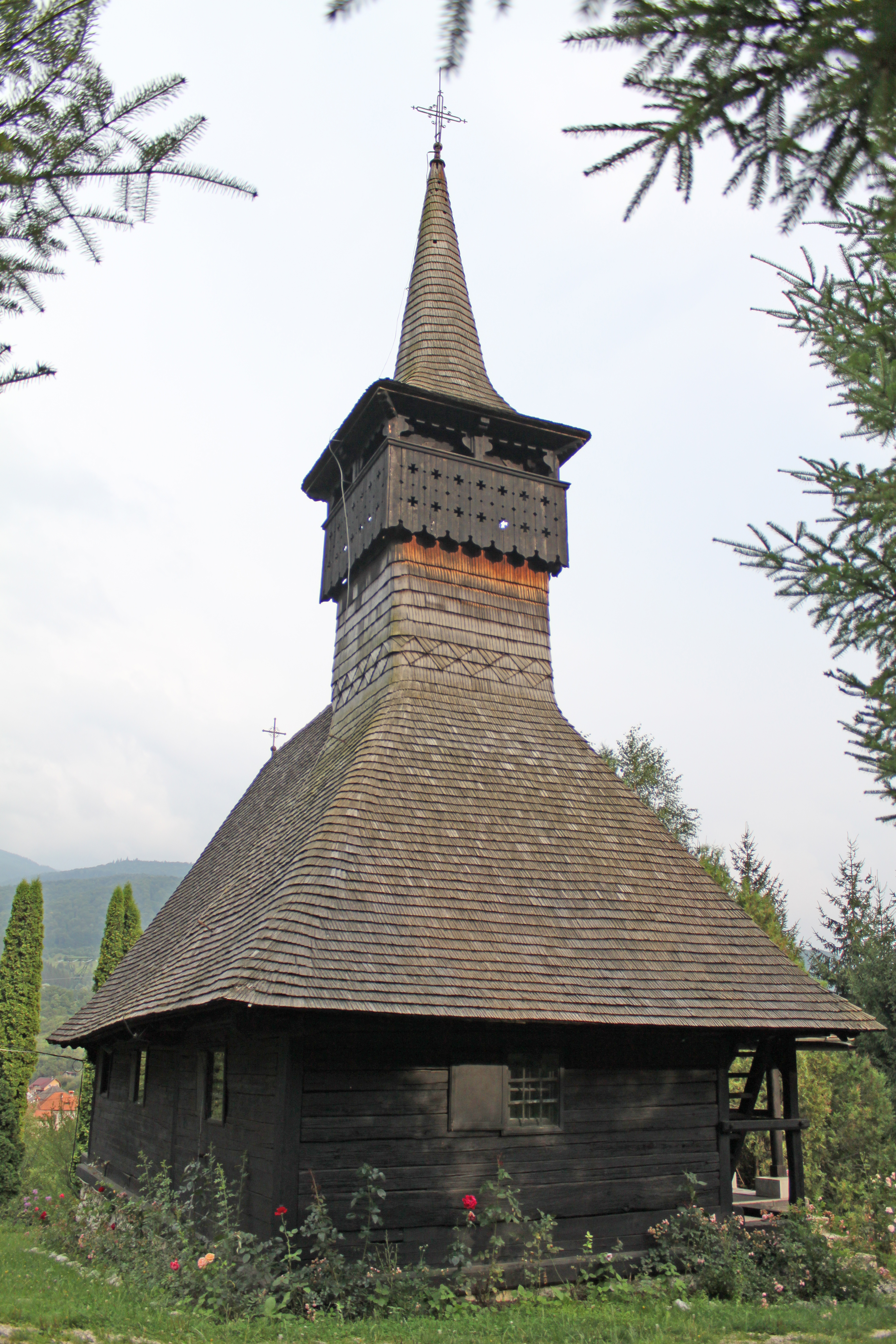
Vedere de ansamblu din nord-vest
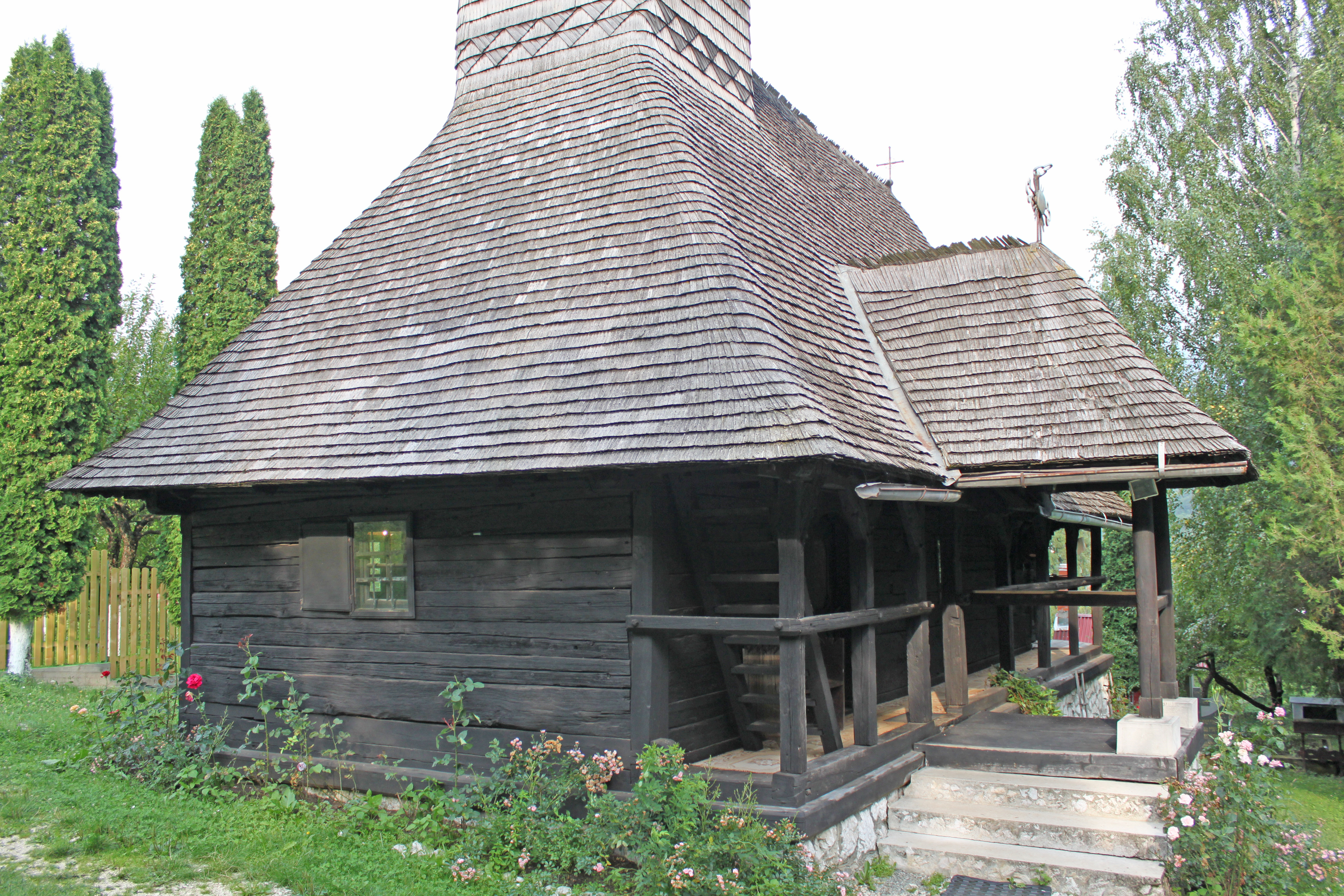
Latura de vest şi pridvorul
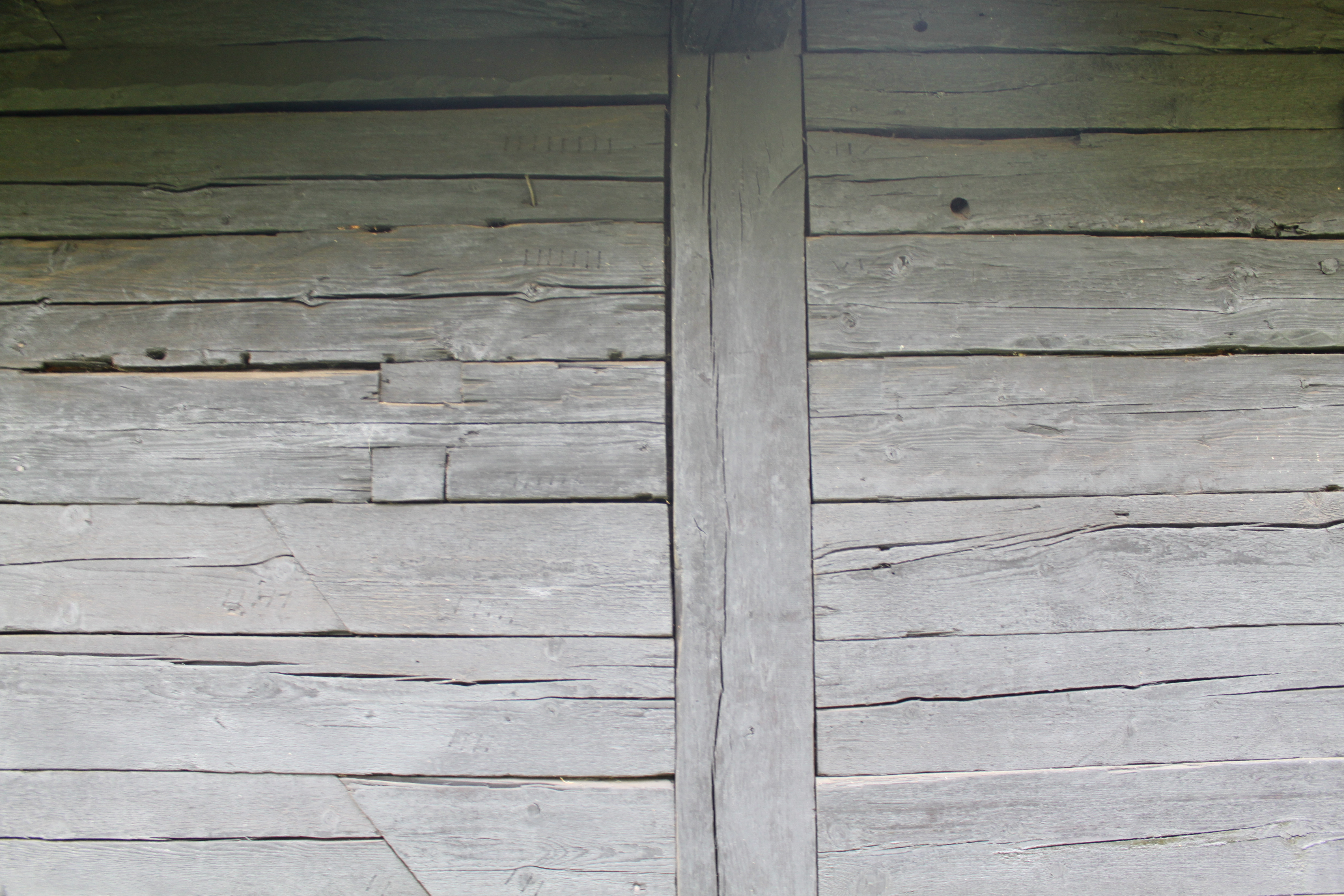
Urmele mutării
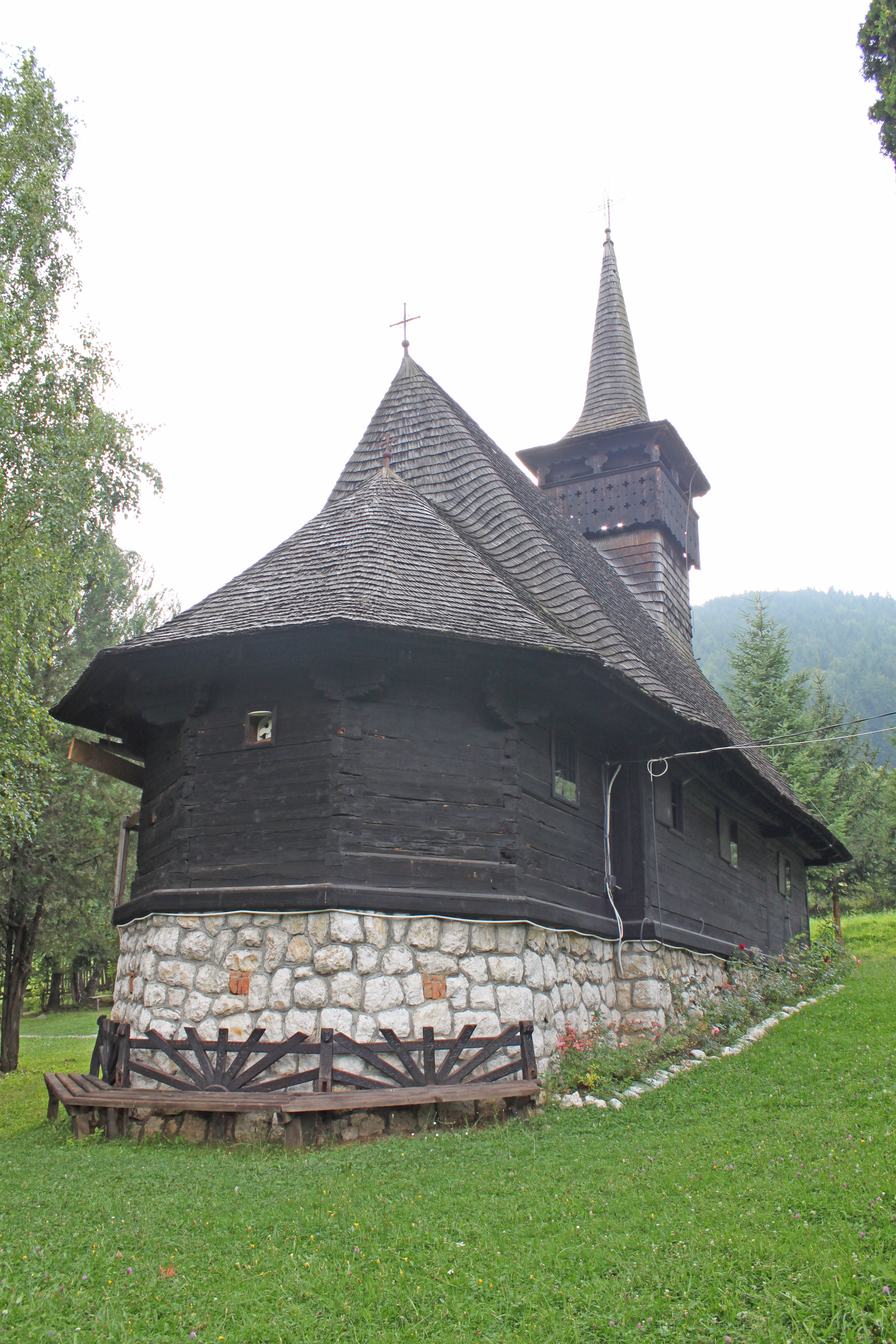
Vedere de ansamblu din nord-est
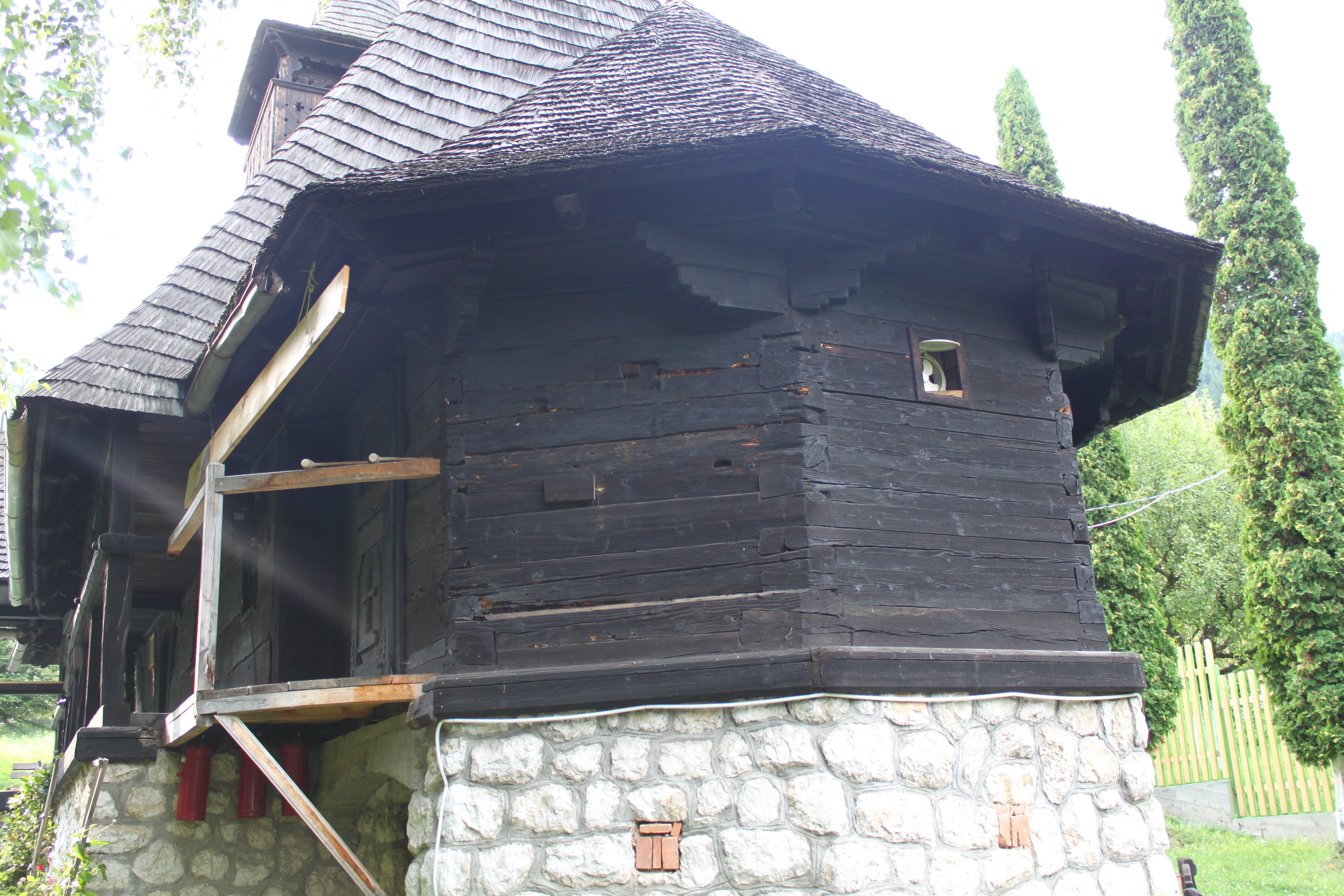
Absida altarului
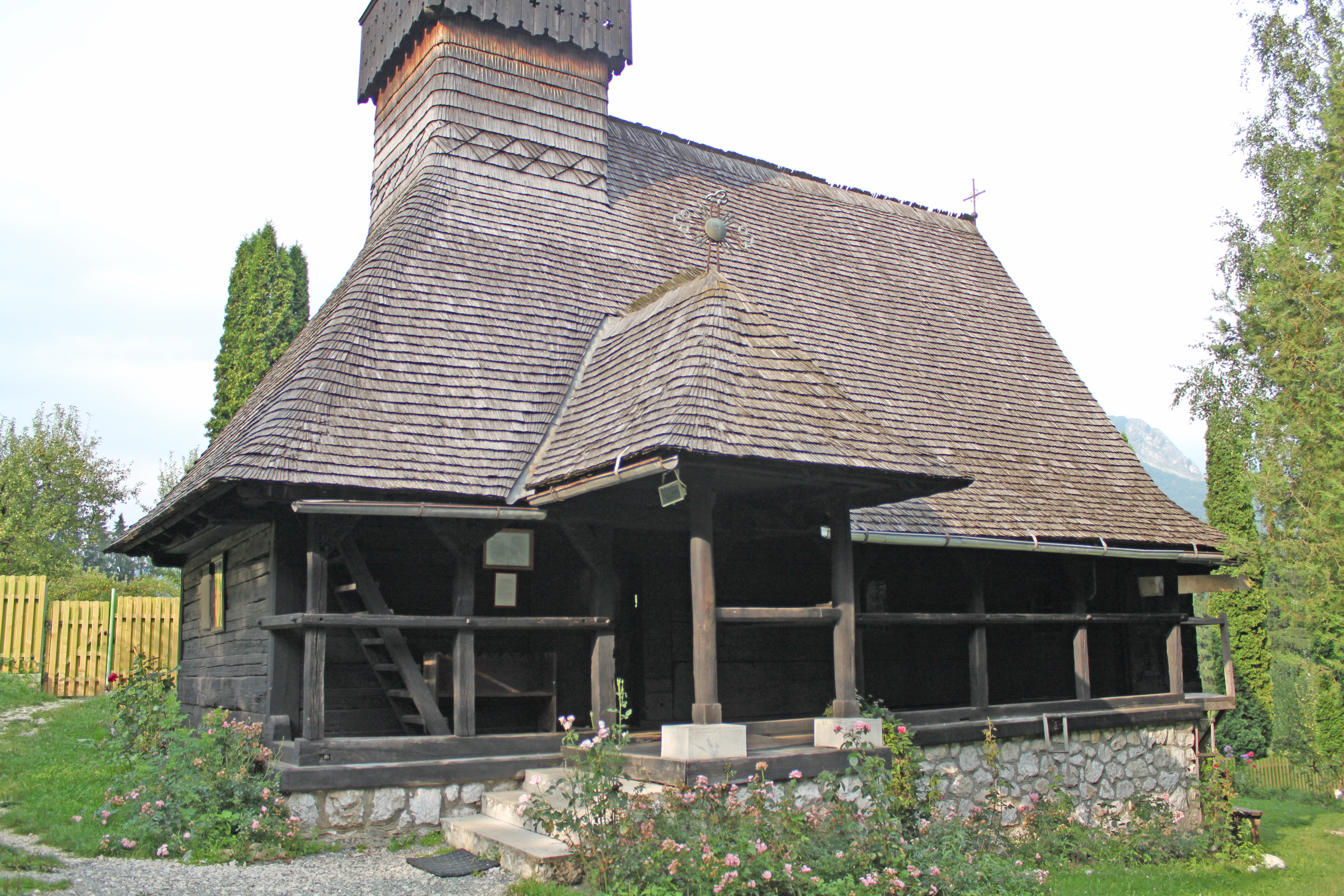
Prispa bisericii
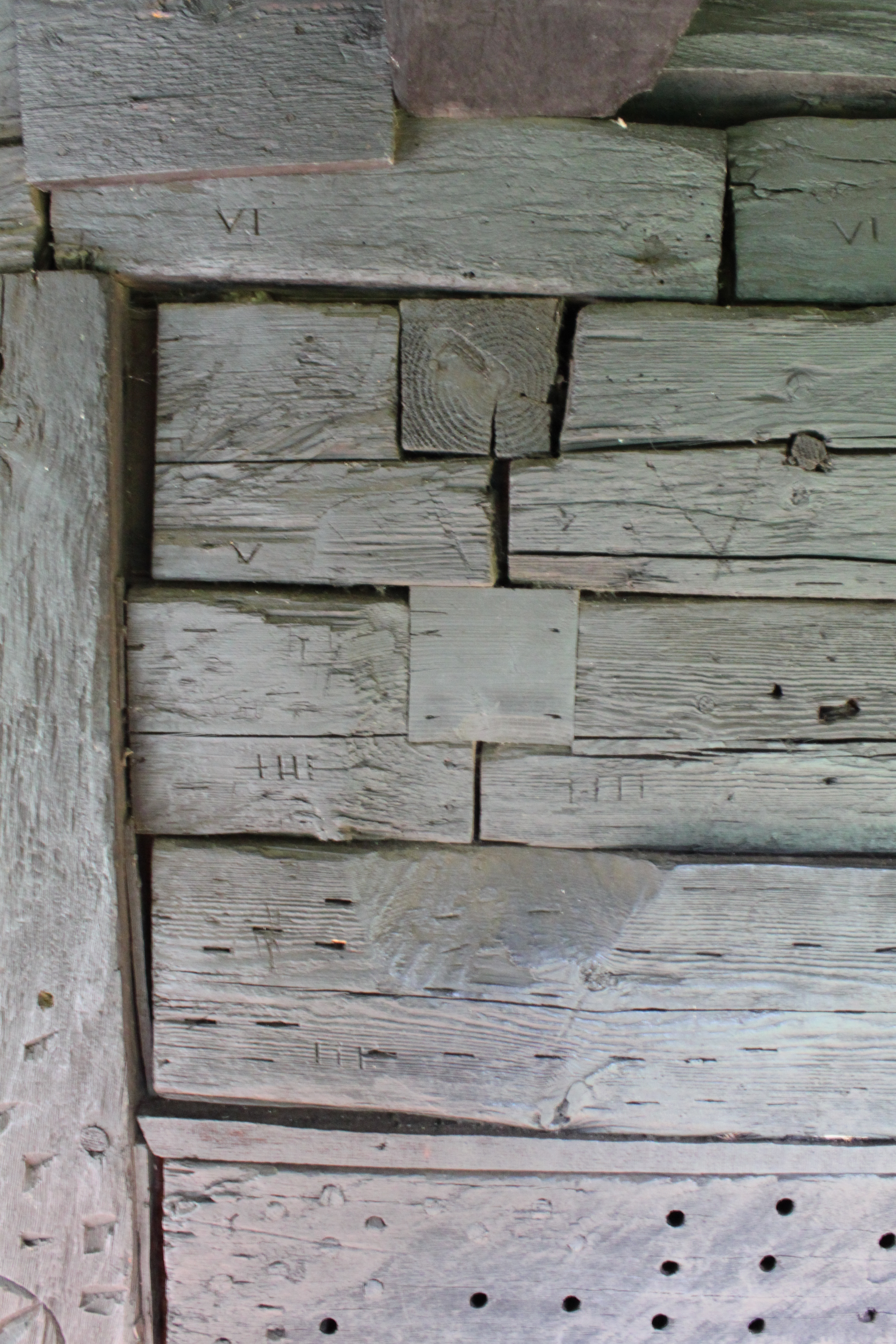
Însemnări
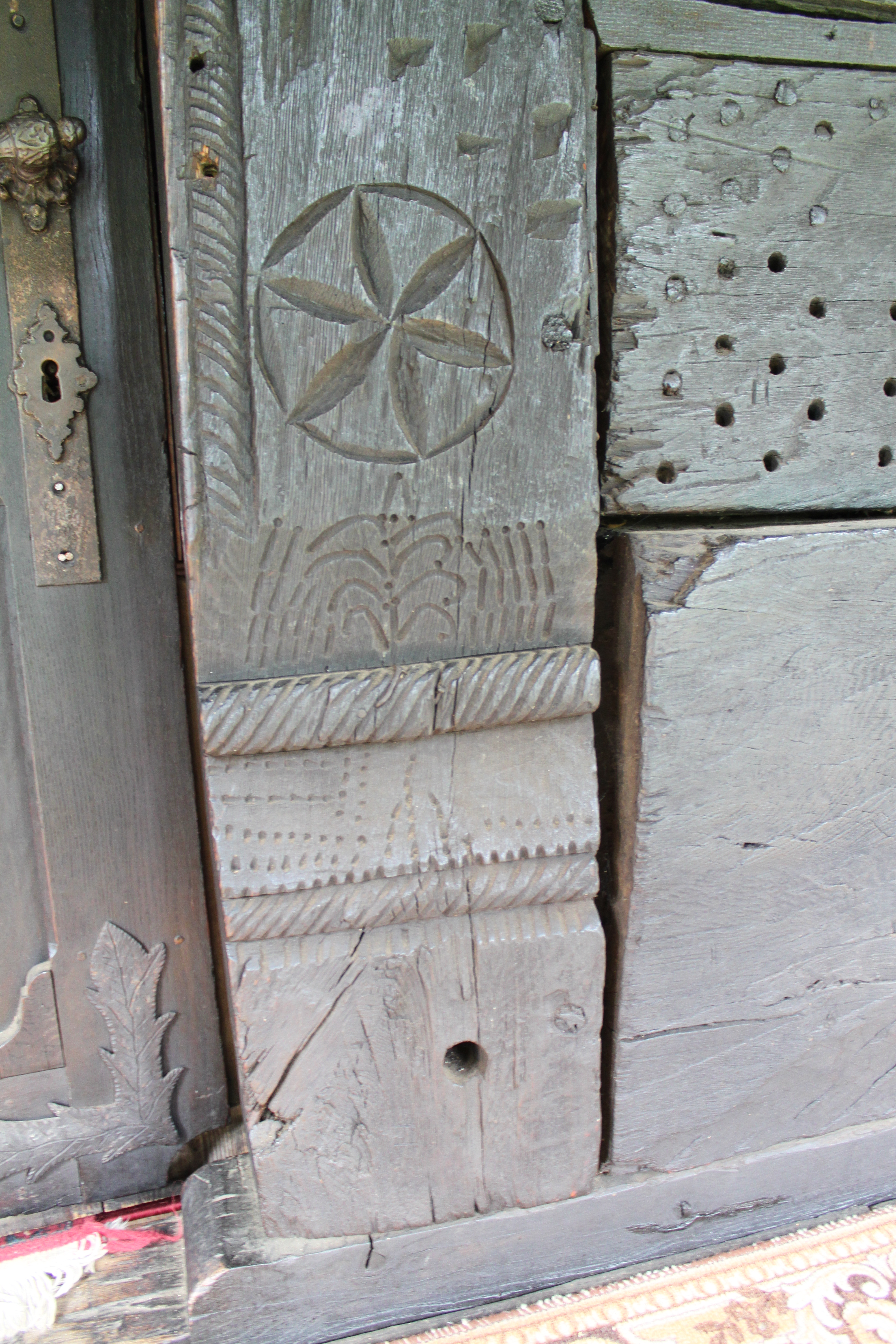
Detaliu portal
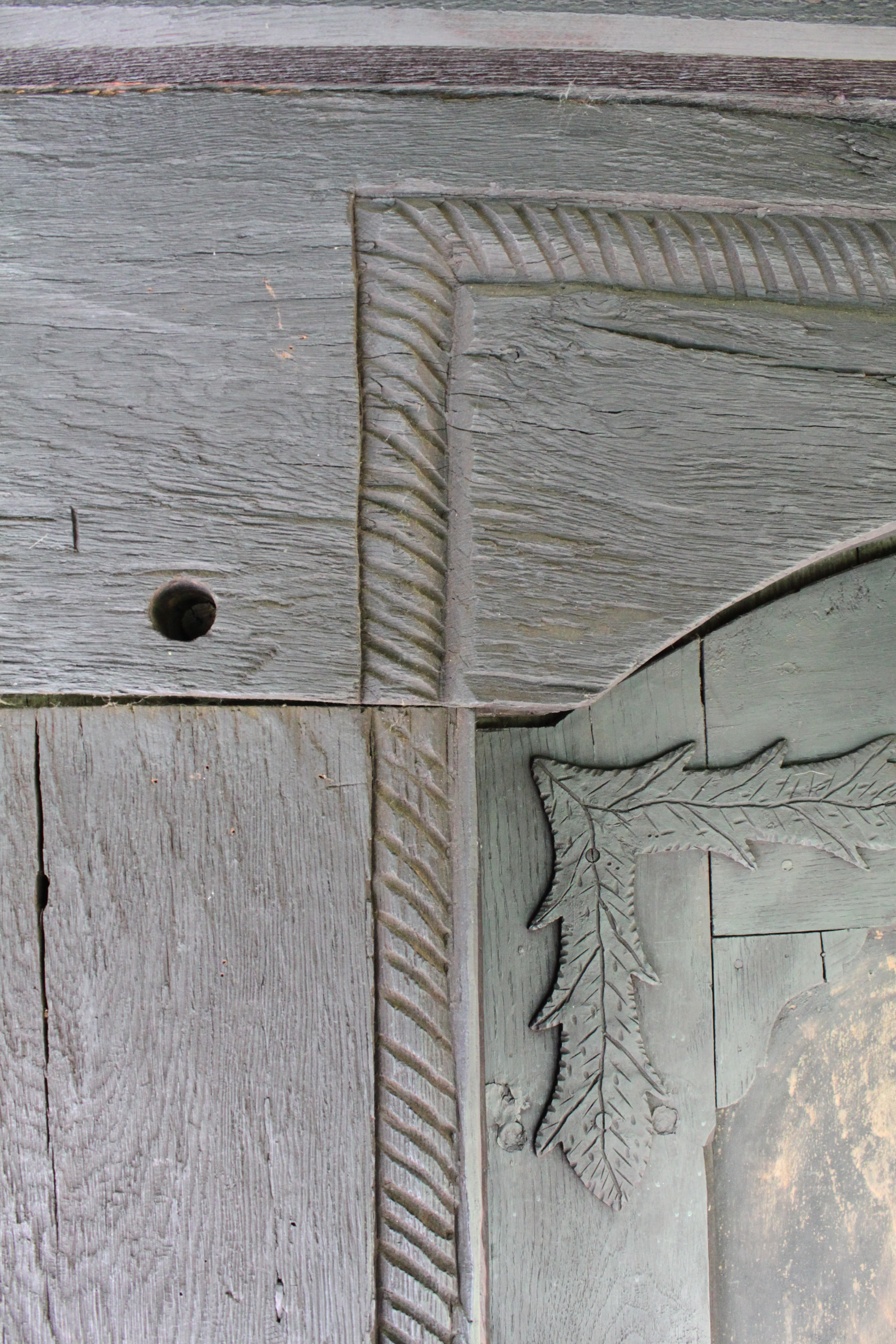
Detaliu portal
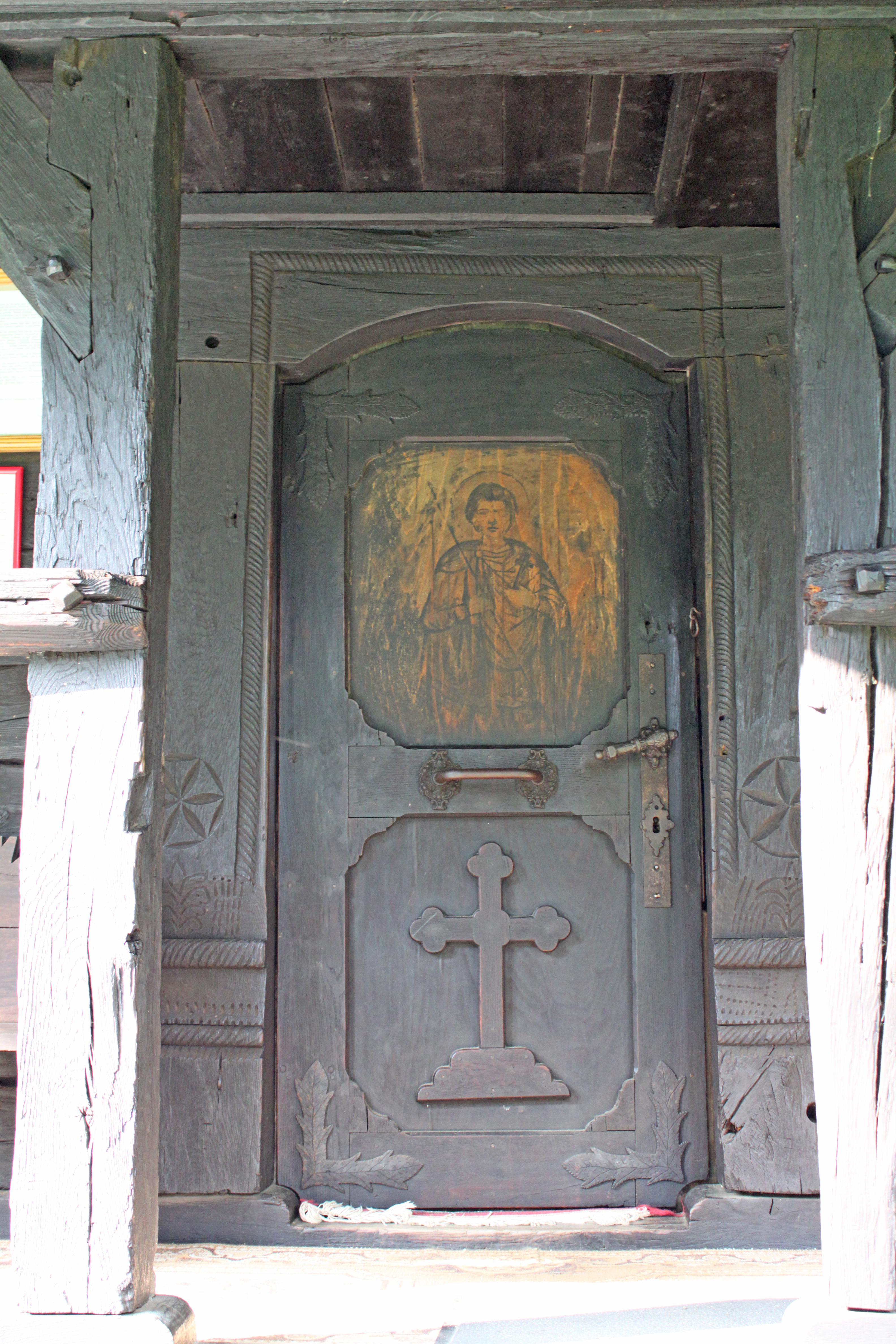
Portalul

## Imagini din interior

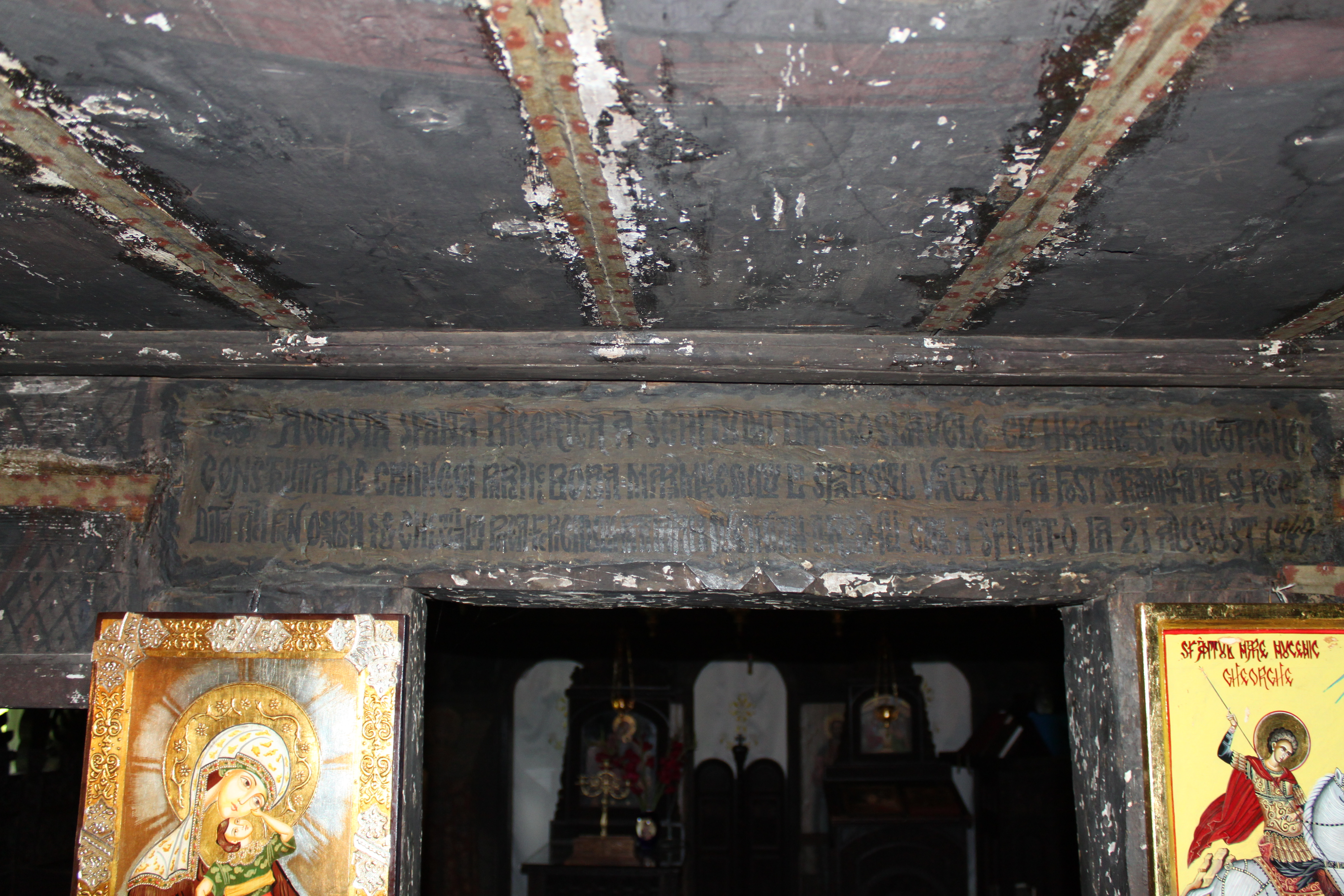
Pisania de deasupra portalului interior
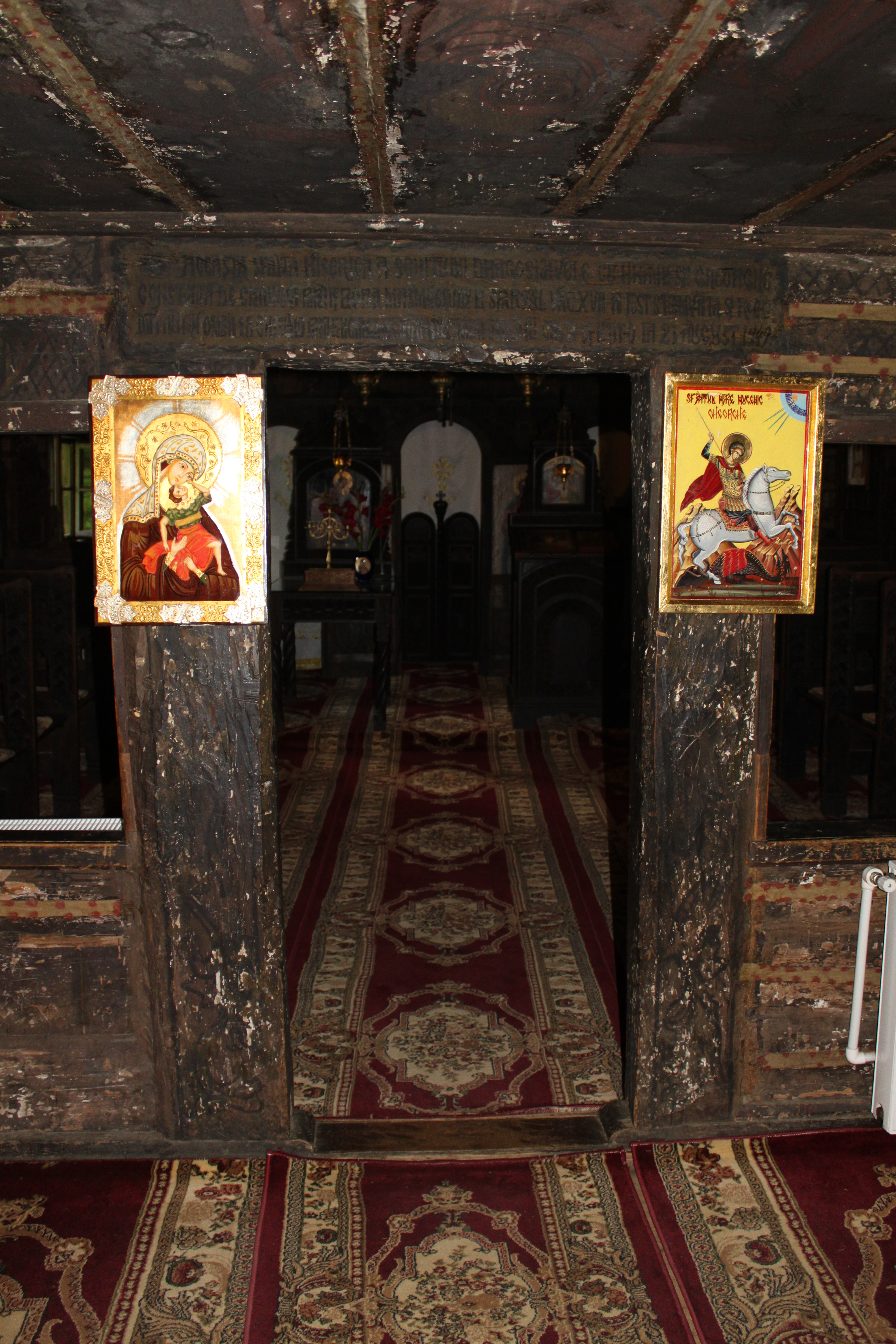
Portalul interior. Vedere din pronaos
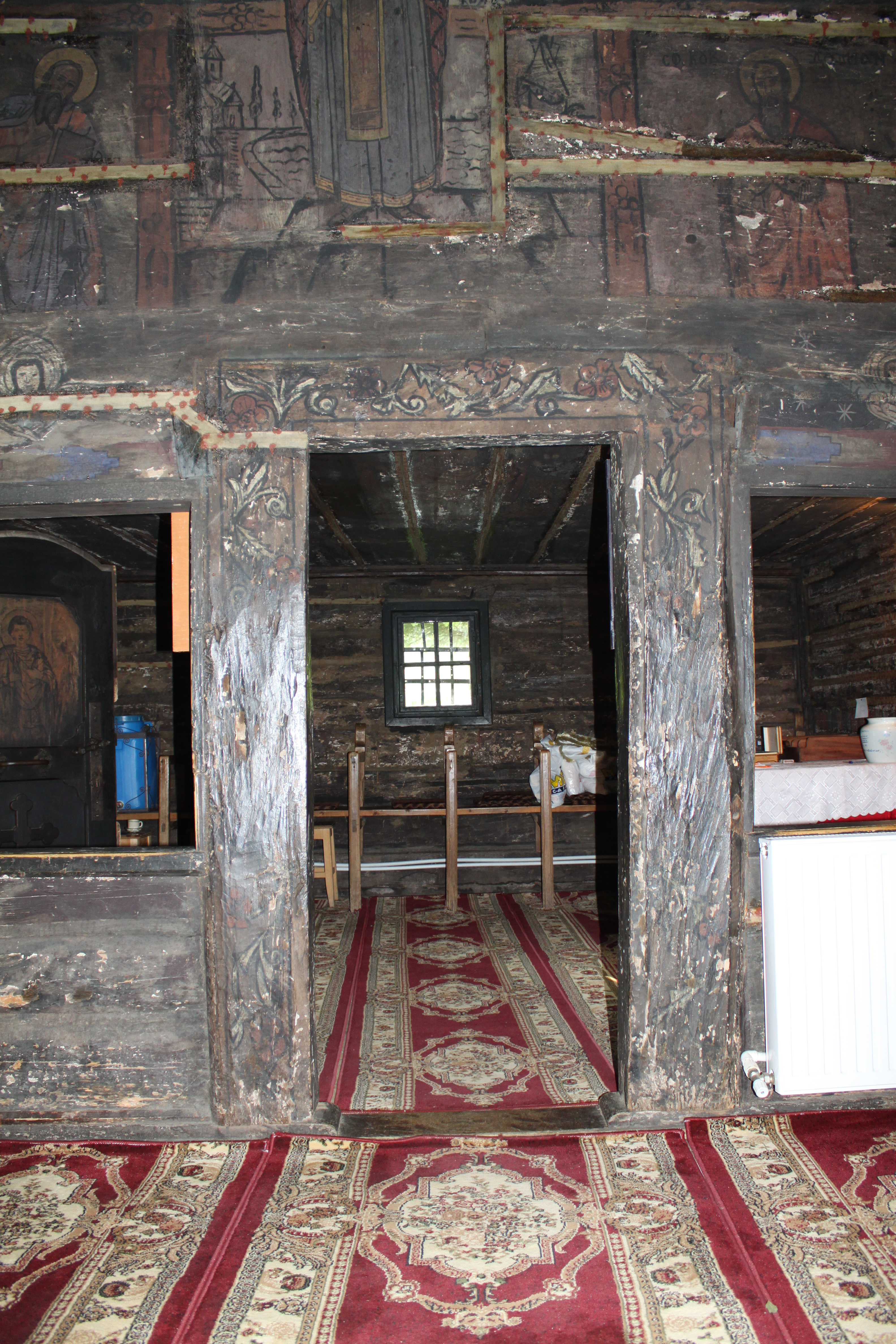
Portalul interior. Vedere din naos
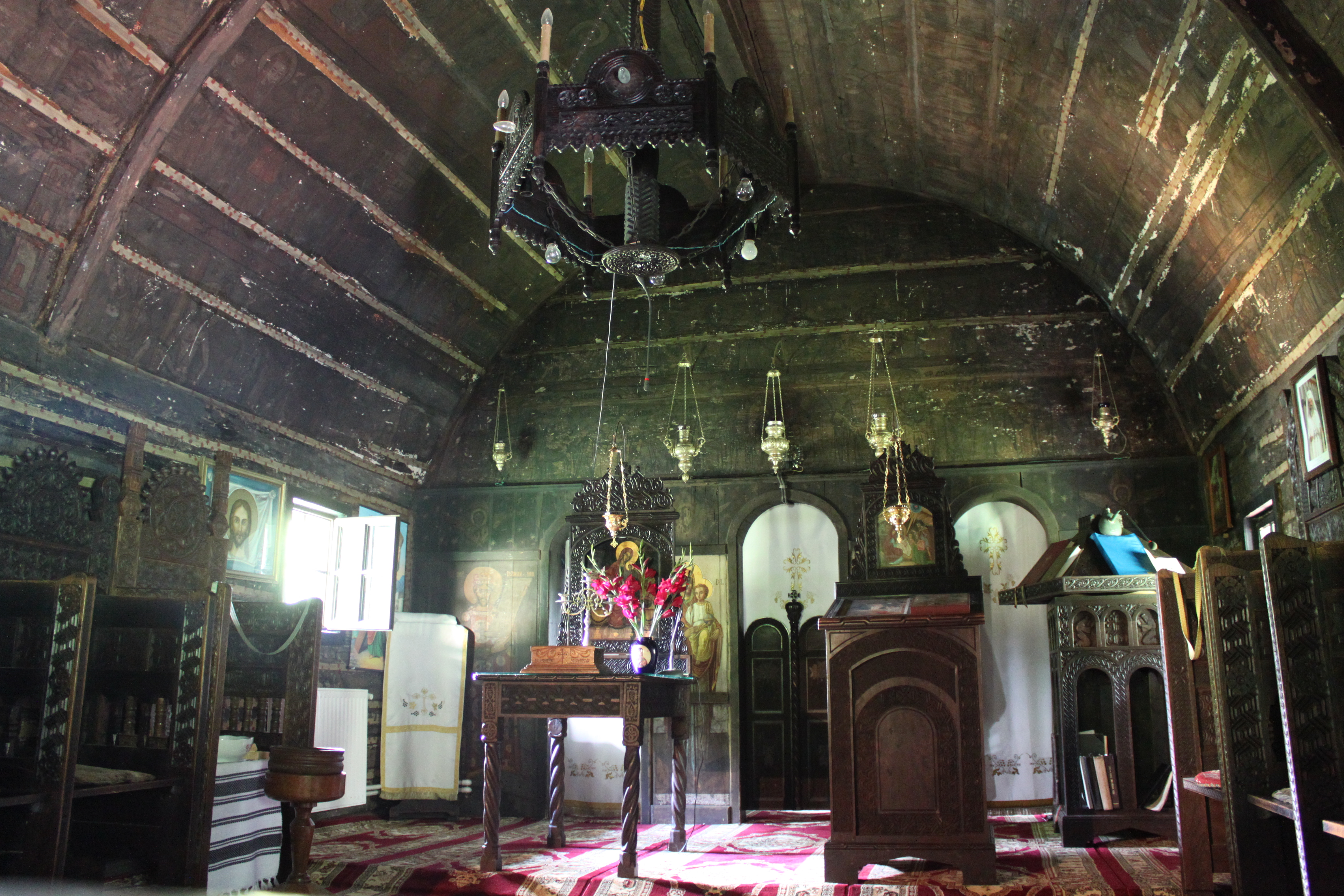
Vedere de ansamblu. Naosul
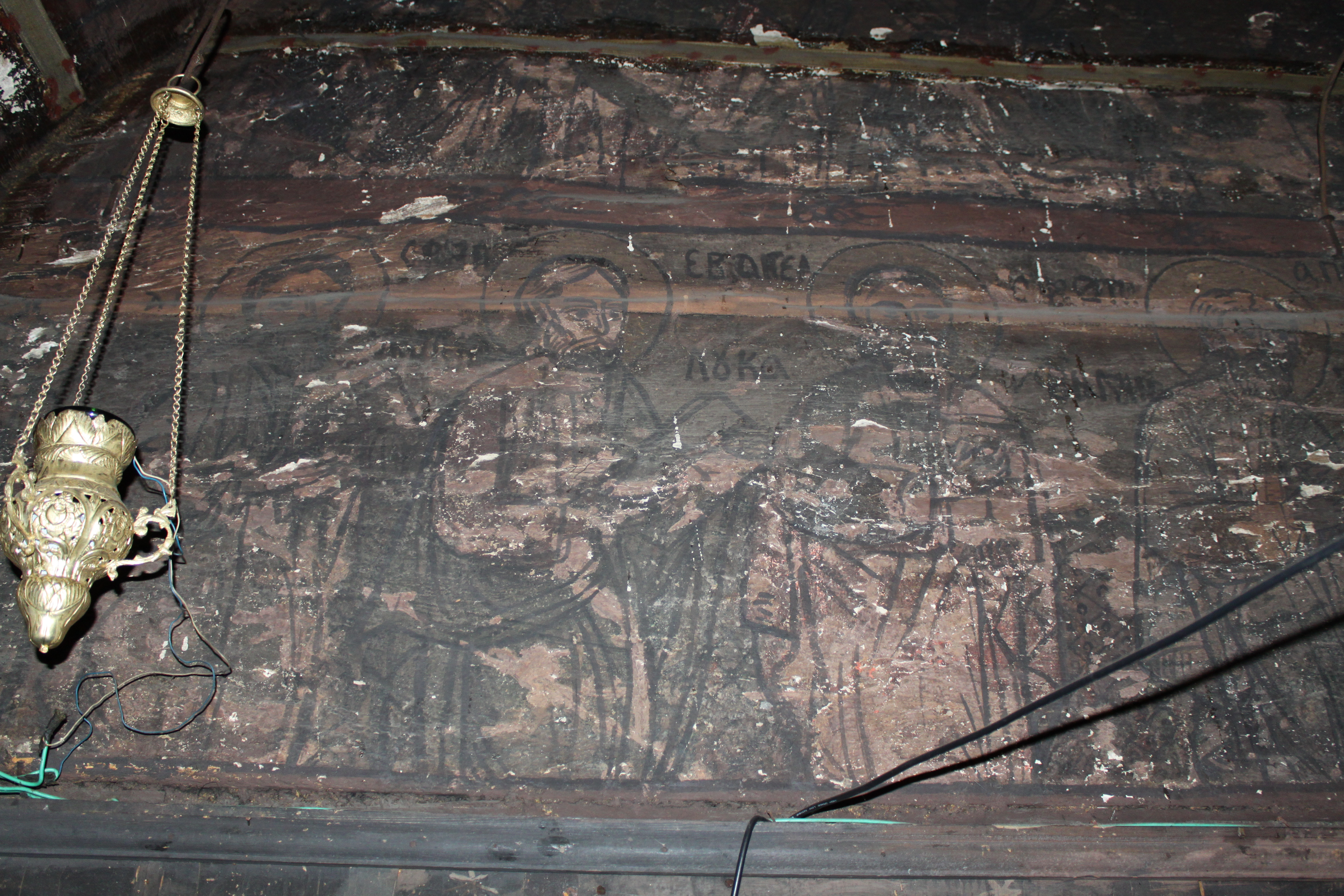
Detaliu iconostas
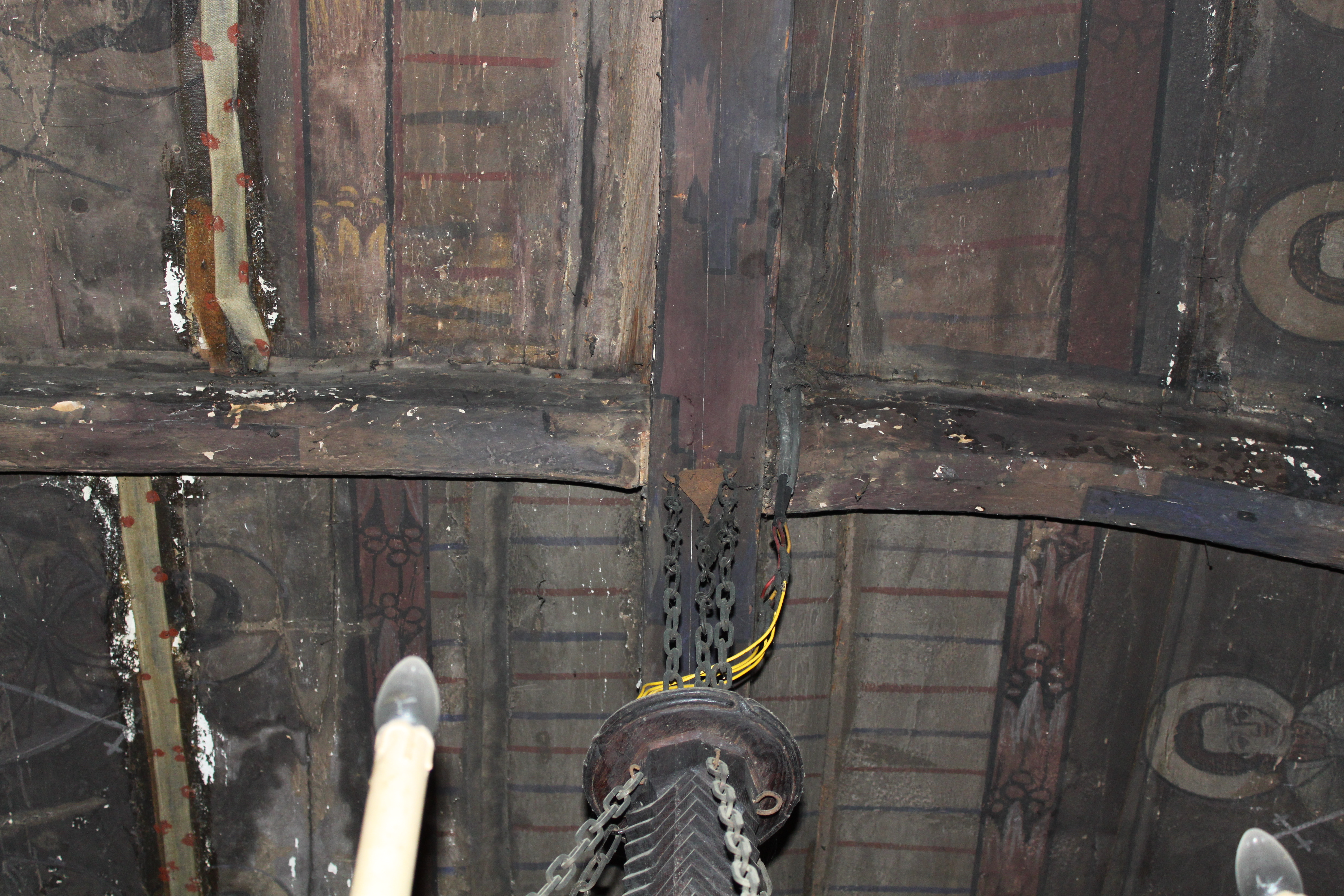
Intersecţia dintre arcul dublou şi meşter grindă
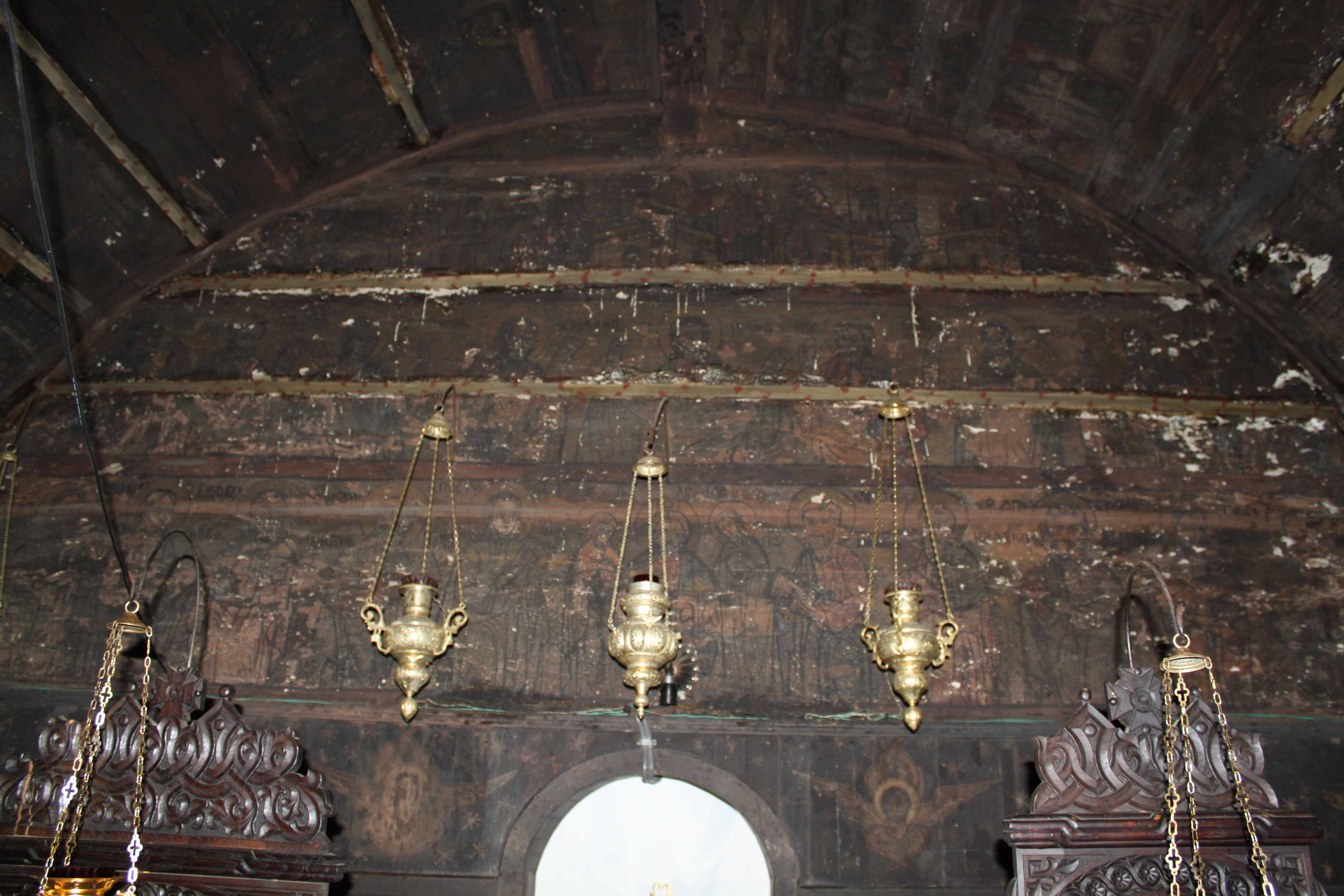
Pictura iconostasului
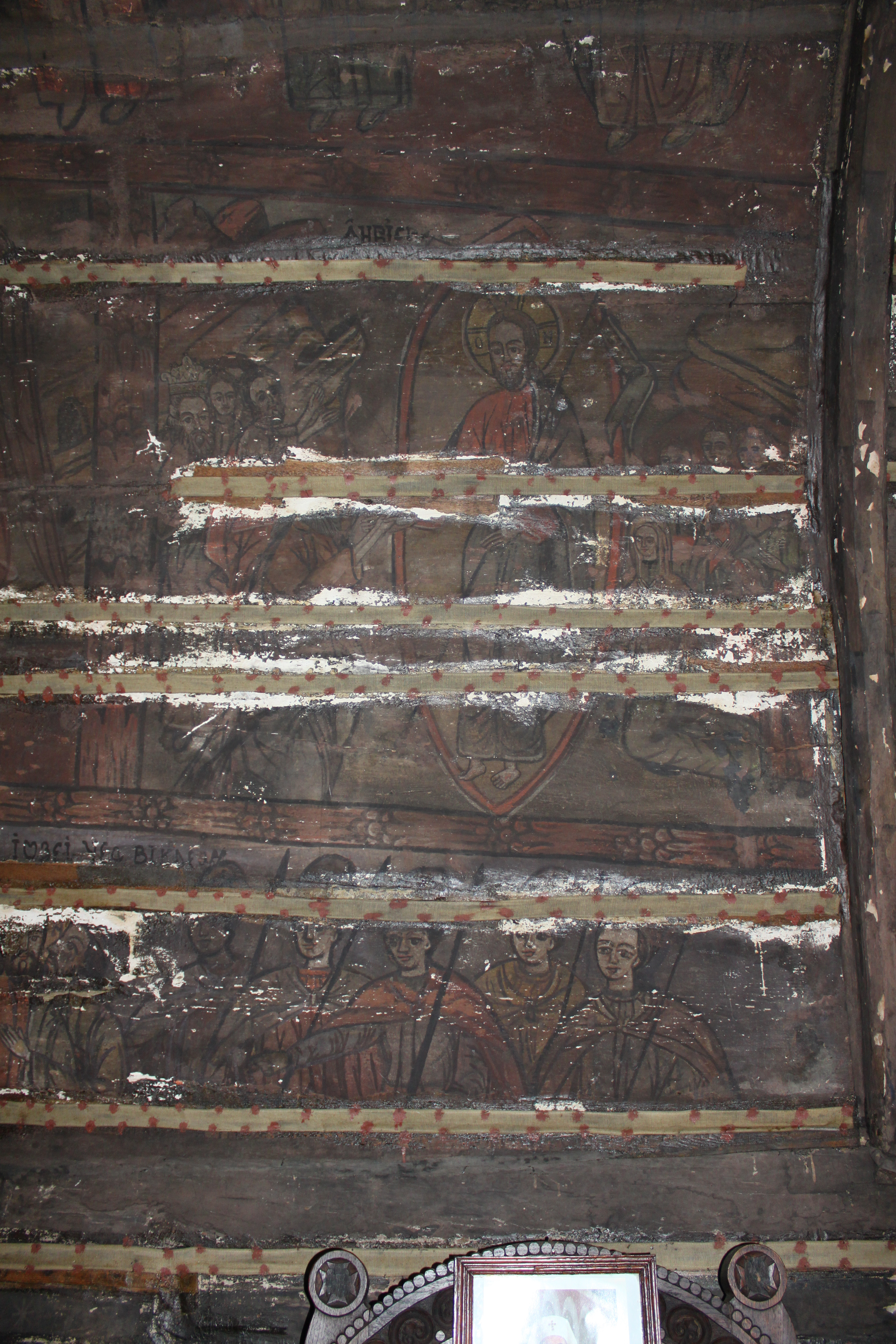
Isus Cristos
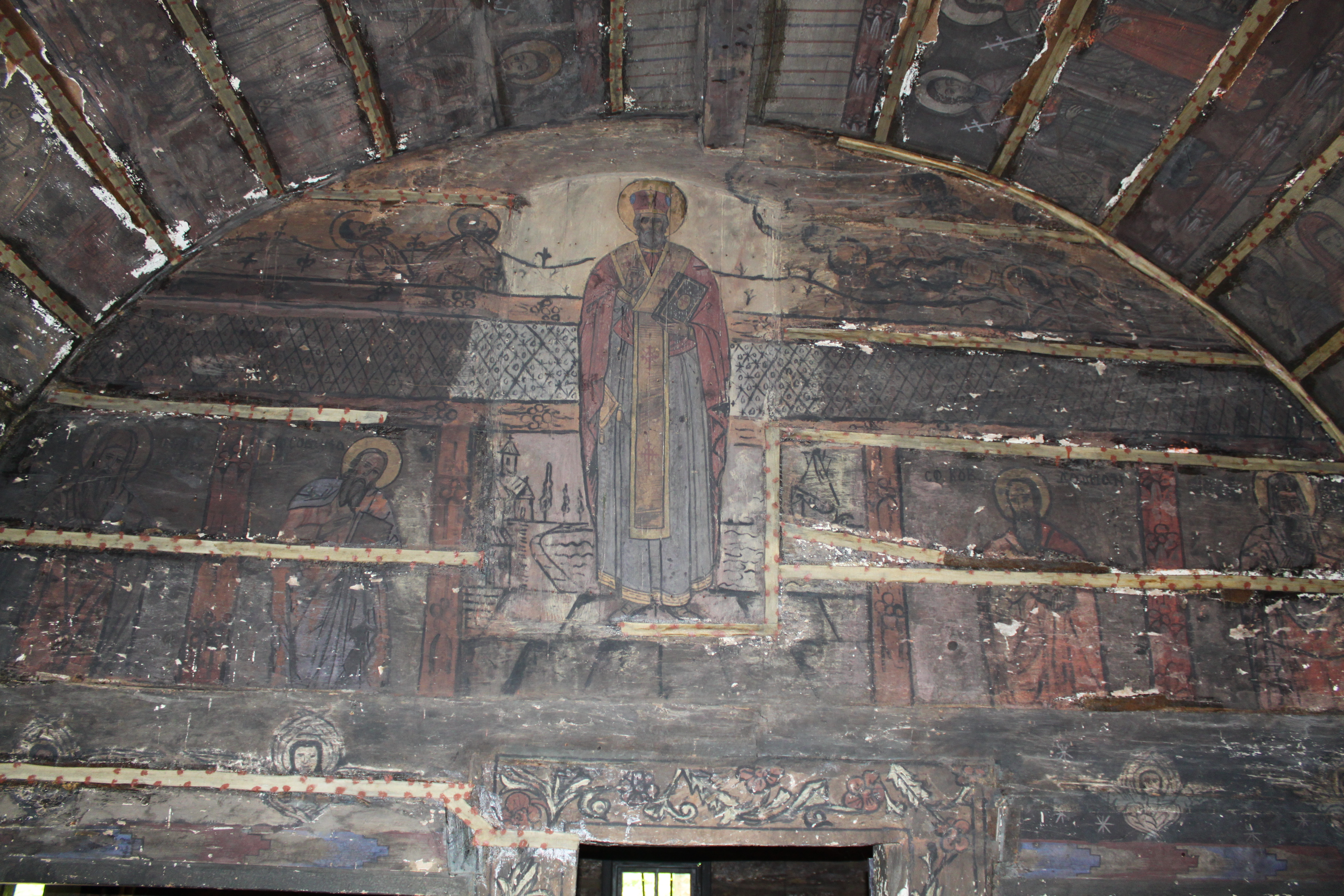
Pictura naosului. Deasupra trecerii din naos în pronaos
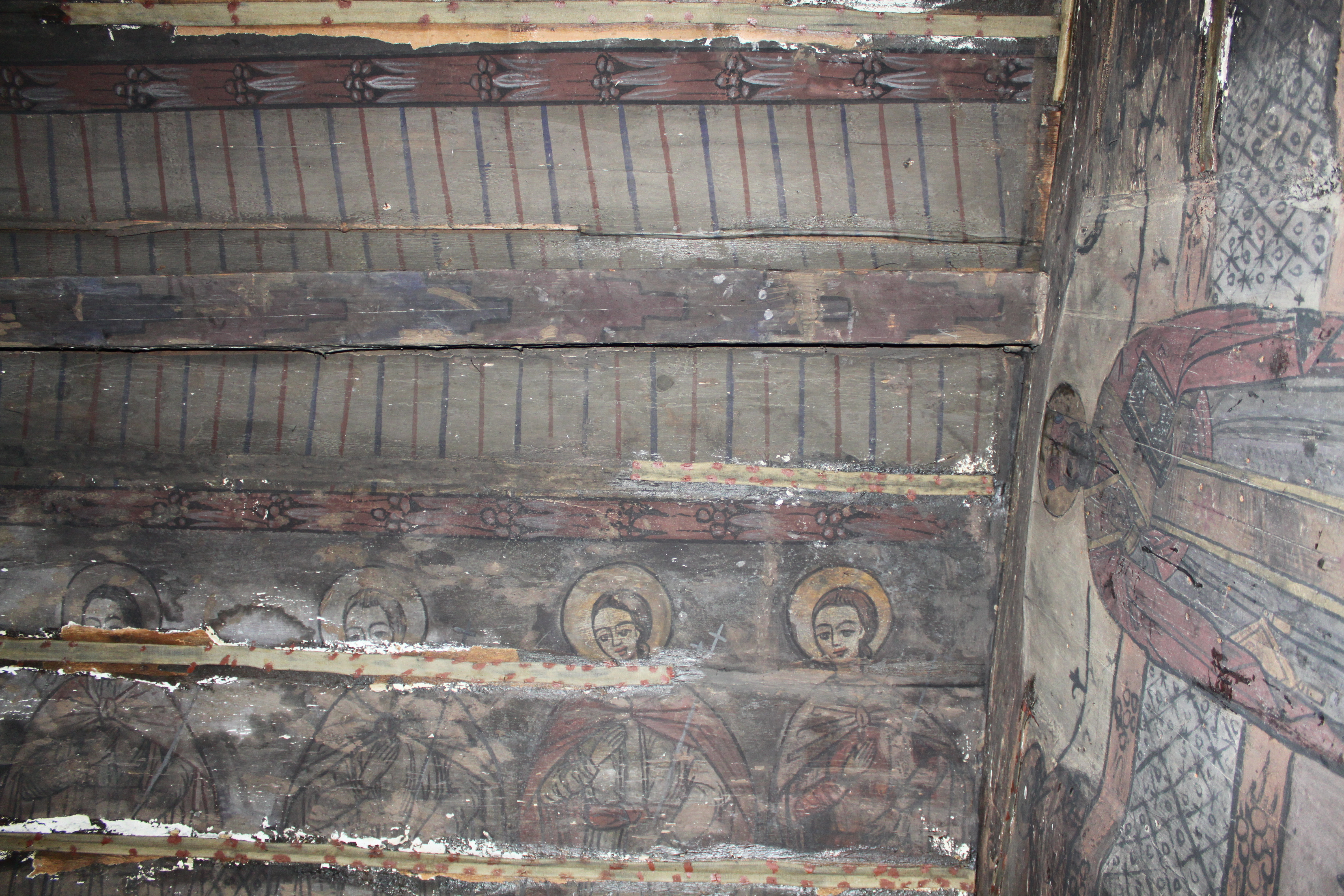
Capătul meşter-grindei
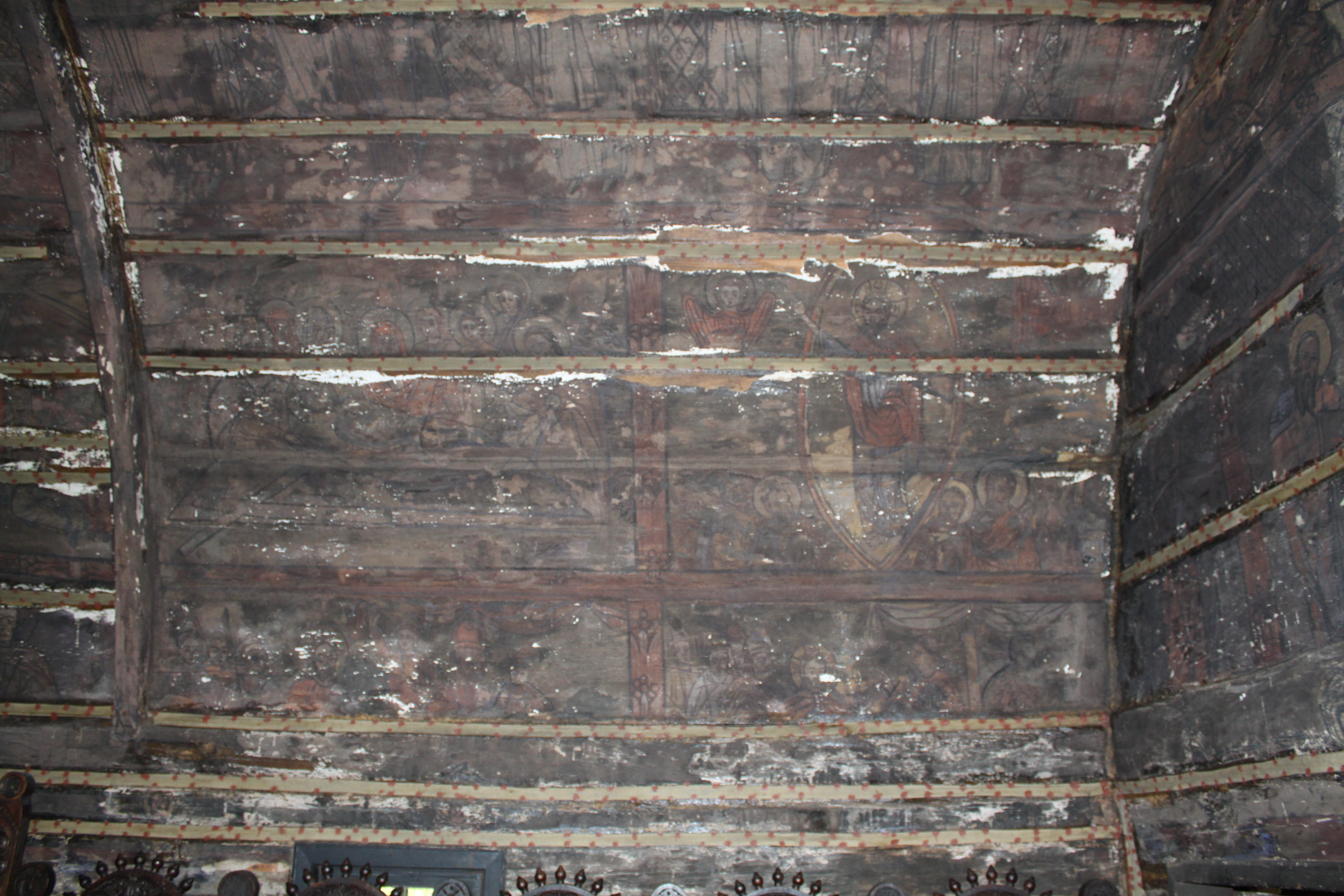
Bolta naosului. Partea dreaptă
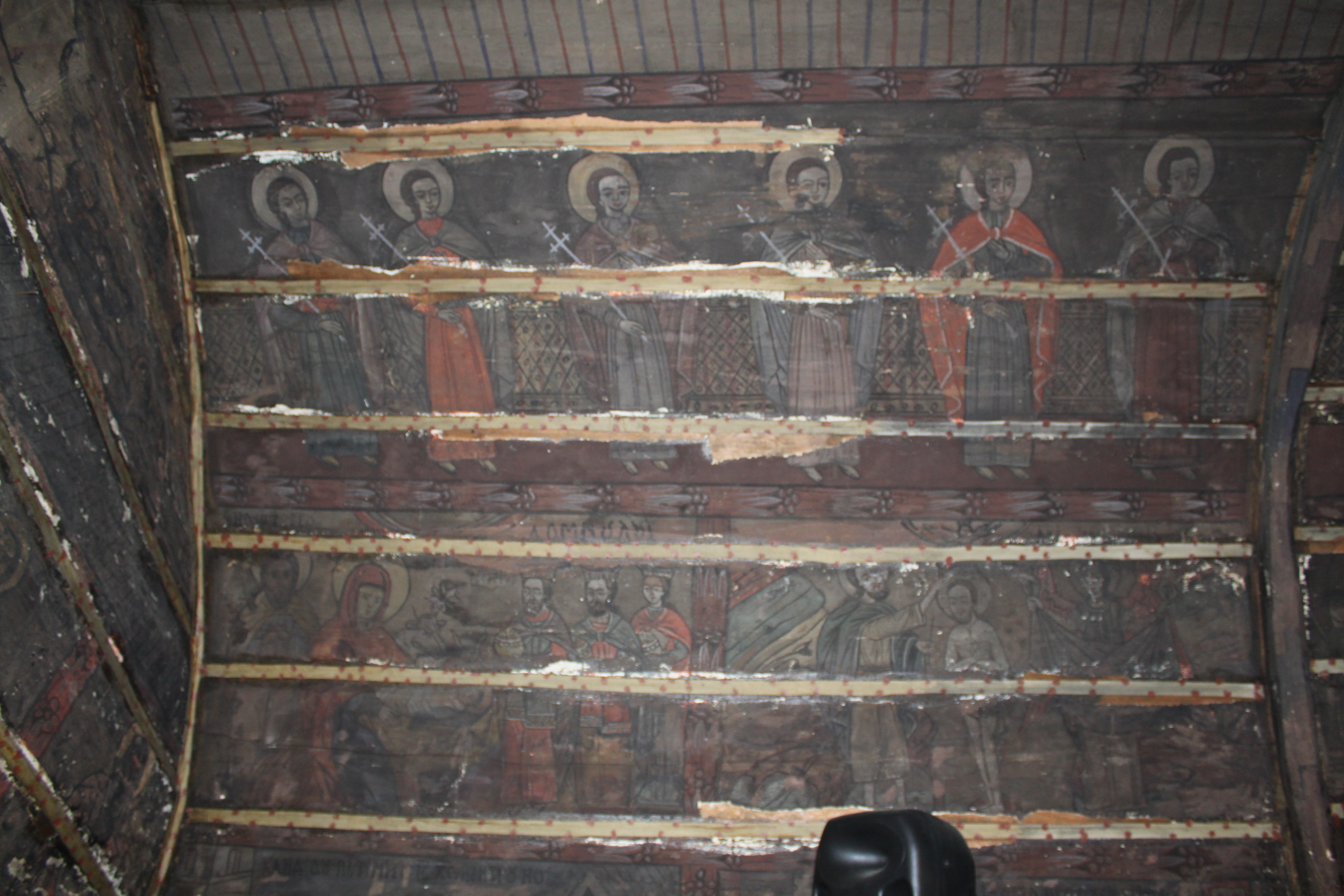
Bolta naosului. Partea stângă
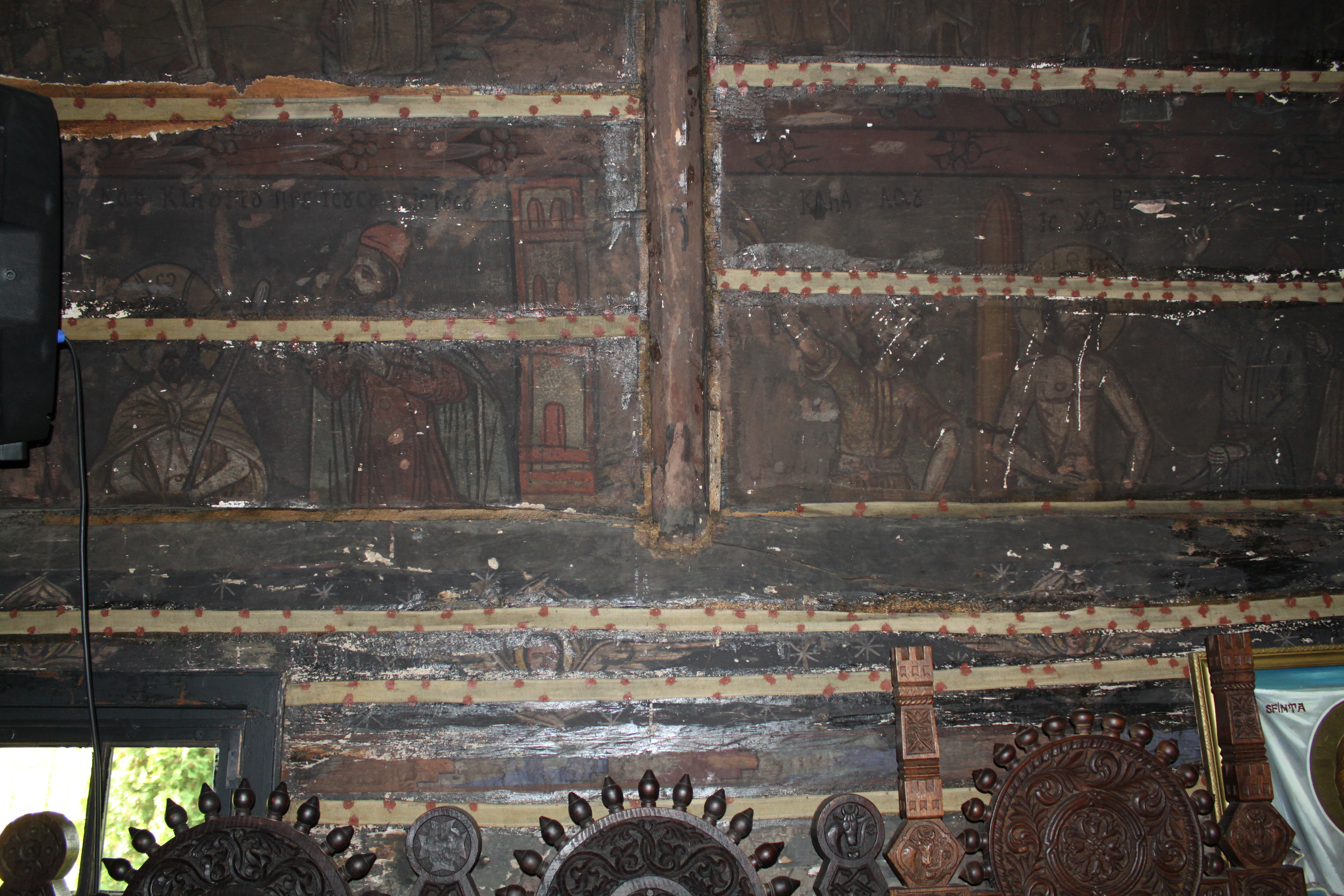
Unul din capetele arcului dublou
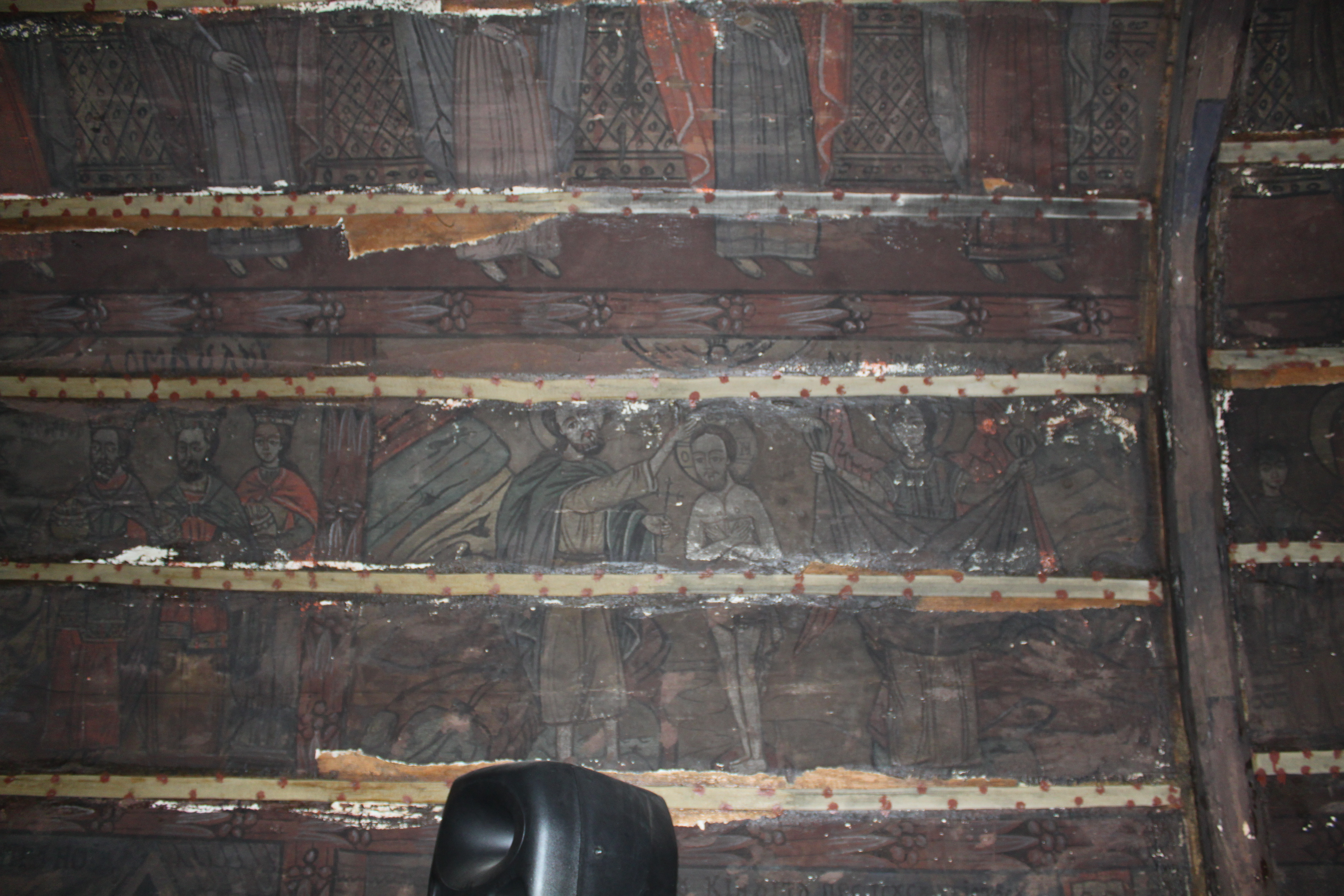
Pictura naosului